# Мессьє 9
Мессьє 9 (також відоме як M9, Кулясте скупчення M9 та NGC 6333) є кулястим зоряним скупченням в сузір'ї Змієносця.

## Історія відкриття
Було відкрито Шарлем Мессьє в 1764 у році.

## Цікаві характеристики
M9 є одним з найбільш близьких до центру нашої галактики кулястих скупчень, і знаходиться на відстані 5500 світлових років від нього. Відстань від Землі до скупчення становить 25 800 світлових років. Сумарна світність скупчення в 120 000 разів більше сонячної, абсолютна зоряна величина дорівнює −8,04  m .
Найяскравіші зірки в М9 мають видиму зоряну величину 13,5  m , що дозволяє бачити їх в телескопи середніх розмірів. У скупченні було знайдено 13 змінних зірок.

## Спостереження

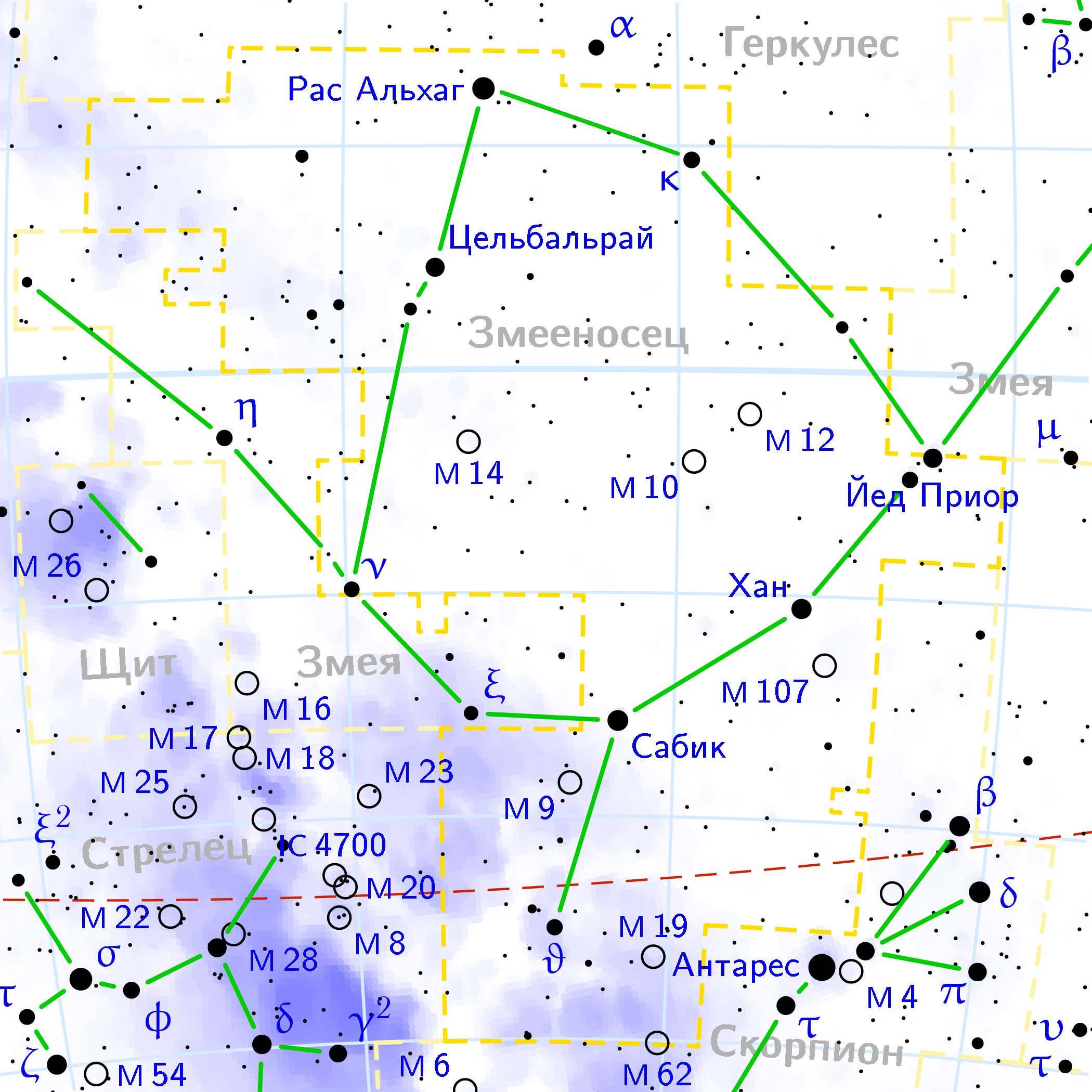
М9 в сузір'ї Змієносця

Це кулясте скупчення розташовується в південній частині гігантського сузір'я Змієносця і доступно для спостережень короткими літніми ночами. Його не важко виявити на досить темному небі в польовий бінокль, але для повнішого уявлення про форму та розміри знадобиться телескоп з апертурою від 100 мм. У безмісячну ніч на сільському небі південних широт такий телескоп покаже неправильну форму цього скупчення, а при достатньому збільшенні і якості зображення дозволить побачити окремі зірки на його краю (гало). При апертурах понад 350 мм і збільшенні більш ніж 300 разів стає видно зоряну структуру скупчення до самого центру, нерівномірність їх розподілу за обсягом.
Поруч зі скупченням, в градусі на північний схід знаходиться менш яскраве кулясте скупчення NGC 6356, приблизно на такій же відстані в південно-східному напрямку — тьмяне скупчення NGC 6342. Ця трійка скупчень перемежовується пиловими туманностями B64 і B259, які видно як темні провали з нечіткими межами на багатому зірками тлі неба.

### Сусіди по небу з каталогу Мессьє
- M19 — (на південь) більш яскраве і велике кулясте скупчення;
- M107 — (на захід), кулясте скупчення;
- M10 і M12 — (на північ) пара яскравих скупчень у центрі Змієносця;
- M23 — (на схід в Срильці) велике розсіяне скупчення;

### Послідовність спостереження в «Марафоні Мессьє»
… М29 → М14 →М9 → М71 → М27 …

## Навігатори
Координати:  17г 19м 11.78с, −18° 30′ 58.5″